# DFS Classic 2001
DFS Classic 2001 — жіночий тенісний турнір, що проходив на кортах з трав'яним покриттям Edgbaston Priory Club у Бірмінгемі (Велика Британія). Належав до турнірів 3-ї категорії в рамках Туру WTA 2001. Відбувсь удвадцяте і тривав з 11 до 17 червня 2001 року. Перша сіяна Наталі Тозья здобула титул в одиночному розряді.

## Фінальна частина

### Одиночний розряд
Наталі Тозья —  Міріам Ореманс 6–3, 7–5
- Для Тозья це був 2-й титул за сезон і 31-й — за кар'єру.

### Парний розряд
Кара Блек /  Олена Лиховцева —  Кімберлі По-Messerli /  Наталі Тозья 6–1, 6–2
- Для Блек це був 4-й титул за сезон і 6-й — за кар'єру. Для Лиховцевої це був 4-й титул за сезон і 13-й — за кар'єру.